# Kiskassa, Baranya
Kiskassa este un sat în districtul Siklós, județul Baranya, Ungaria, având o populație de 252 de locuitori (2011). 

## Demografie
Componența etnică a satului Kiskassa
     Maghiari (68,28%)
     Germani (27,79%)
     Necunoscut (3,02%)
     Sârbi (0,91%)
     Alții (3,02%)
Componența confesională a satului Kiskassa
     Romano-catolici (65,08%)
     Reformați (10,71%)
     Fără religie (8,73%)
     Necunoscută (15,48%)
     Alte religii (1,19%)
Conform recensământului din 2011, satul Kiskassa avea 252 de locuitori. Din punct de vedere etnic, majoritatea locuitorilor (68,28%) erau maghiari, existând și minorități de germani (27,79%) și sârbi (0,91%). Apartenența etnică nu este cunoscută în cazul a 3,02% din locuitori.  Din punct de vedere confesional, majoritatea locuitorilor (65,08%) erau romano-catolici, existând și minorități de reformați (10,71%) și persoane fără religie (8,73%). Pentru 15,48% din locuitori nu este cunoscută apartenența confesională.